# Arlington Valley Solar Energy II
Arlington Valley Solar Energy II — фотоэлектрическая станция общей мощностью 125 МВт. Расположена в округе Марикопа, Аризона, США на участке 4,7 квадратных километра. Строительство было завершено в ноябре 2013 года. Станция поставляет электричество потребителям с мая 2013 года. Для производства электричества на станции используется более 600 000 фотоэлектрических модулей.

## Производство электричества
| Год   | Янв    | Фев    | Мар    | Апр    | Май    | Июн    | Июл    | Авг    | Сен    | Окт    | Ноя    | Дек    | Всего   |
| ----- | ------ | ------ | ------ | ------ | ------ | ------ | ------ | ------ | ------ | ------ | ------ | ------ | ------- |
| 2013  |        |        |        | 2 576  | 10 815 | 23 619 | 25 122 | 26 726 | 31 809 | 32 037 | 21 122 | 20 896 | 194 722 |
| 2014  | 22 892 | 22 635 | 33 741 | 36 917 | 43 128 | 42 185 | 37 246 | 34 773 | 32 107 | 19 305 |        |        | 324 929 |
| Всего | Всего  | Всего  | Всего  | Всего  | Всего  | Всего  | Всего  | Всего  | Всего  | Всего  | Всего  | Всего  | 519 651 |